# Goran Vojnović

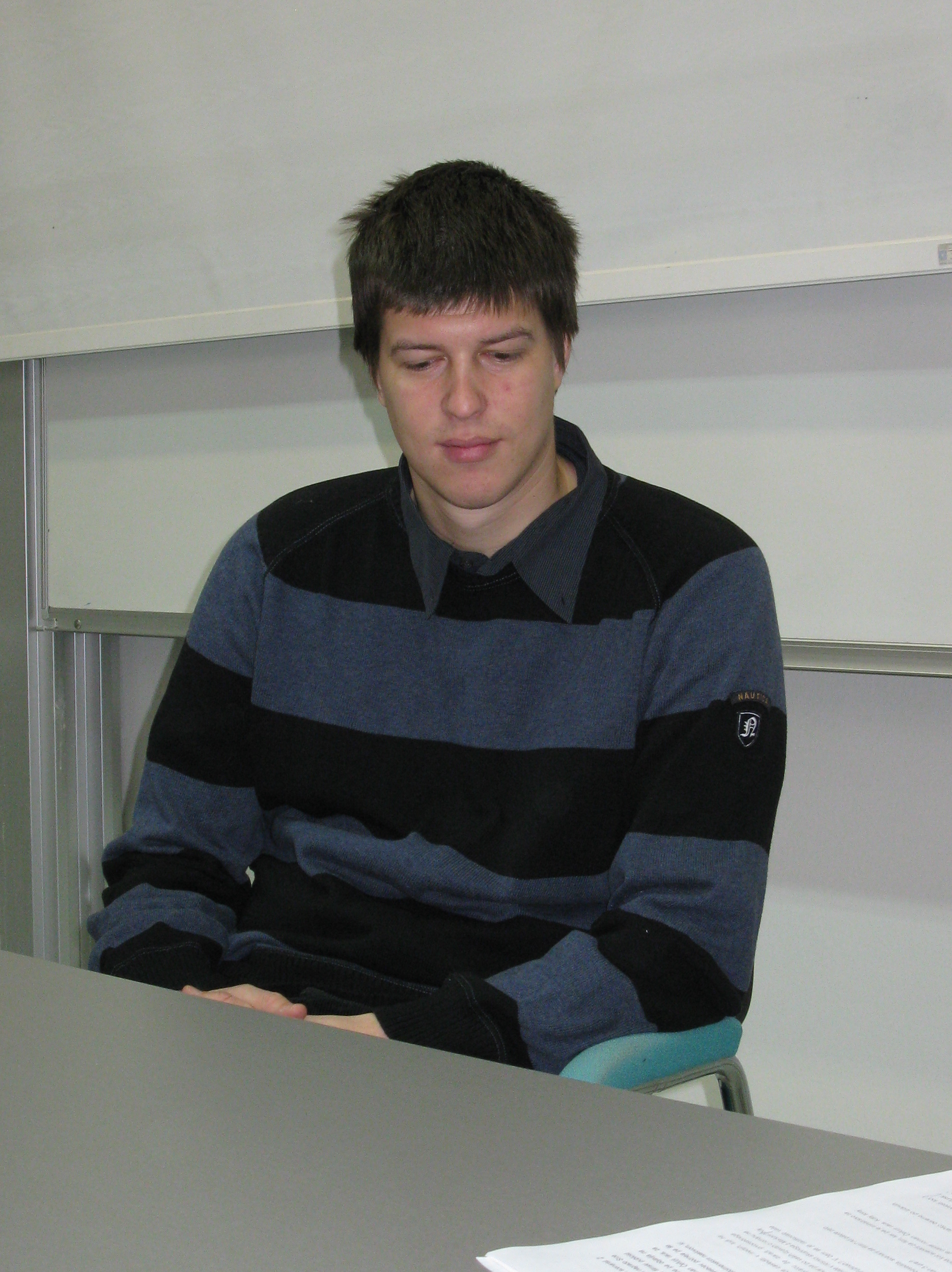
Goran Vojnović

Goran Vojnović (ur. 1980 r. w Lublanie) – słoweński scenarzysta, poeta, reżyser filmowy, pisarz i dziennikarz. W roku 2004 otrzymał dyplom na Akademii Teatru, Radia, Filmu i Telewizji w Lublanie z reżyserii filmowej i telewizyjnej, dziś pracuje jako reżyser w TV Slovenija, natomiast w gazecie Dnevnik oraz tygodniku Žurnal udziela się jako felietonista.

## Życiorys
W czasie studiów wyreżyserował dwa krótkie filmy - Fužine zakon (2003), za który dostał nagrodę dla najlepszego filmu fabularnego na festiwalu filmowym w Meksyku, oraz powstałego w roku 2004 filmu Sezona 90/91, który na festiwalu studenckim w Belgradzie otrzymał nagrodę Radia Belgrad. W roku 2005 współpracował przy tworzeniu scenariusza do krótkiego filmu Marka Šanticia Sretan put Nedime i otrzymał nagrodę za najlepszy scenariusz na Festiwalu Szkół Filmowych w Wiedniu. W 2006 roku wyreżyserował krótki film Moj sin, seksualni manijak, natomiast w 2008 roku Kitajci prihajajo, który otrzymał Nagrodę Specjalną Jury Festiwalu Filmu Słoweńskiego w Portorožu. W 2010 roku miała miejsce premiera debiutanckiego filmu fabularnego wyreżyserowanego przez Gorana Vojnovicia: Piran - Pirano. Na 13. Festiwalu Filmu Słoweńskiego w Portorožu został on uhonorowany trzema vesnami: za scenariusz, montaż oraz za najlepszą główną rolę kobiecą (dla Niny Ivanšin).
W 1998 roku samodzielnie wydał zbiór poezji Lep je ta svet. Natomiast powieść Czefurzy raus! jest jego debiutem prozatorskim.
Czefurzy raus! - powieść w encyklopedycznym porządku tworzy obraz miejskiej okolicy. Lublańskie Fužiny odkrywają się przez język czefurski, który towarzyszy dorastaniu Marka i jego konfliktom z tożsamością, rodzicami, stereotypami okolicy. Z gorzko-słodkiego humoru opowieści Marka wyłania się los mieszkańców Fužin. Powieść wciąga w elegancką narrację, która w słoweńskiej przestrzeni literackiej porusza w dotychczas najbardziej złożony sposób tematykę imigrantów.
Za powieść Czefurzy raus! Goran Vojnović otrzymał najważniejsze nagrody literackie w Słowenii (nagroda Fundacji Prešerna, nagroda Kresnik). Wydanie książki doprowadziło do wybuchu skandalu politycznego w Słowenii - autor został wezwany na przesłuchanie, podczas którego musiał tłumaczyć, dlaczego bohater jego powieści obraża słoweńską policję. Po wstawiennictwie Minister Spraw Wewnętrznych Słowenii pozew został wycofany, p.o. naczelnika słoweńskiej policji podał się do dymisji, a sprzedaż książki gwałtownie wzrosła. Powieść Czefurzy raus! osiągnęła najlepszy wynik pod względem liczby sprzedanych egzemplarzy spośród wszystkich książek sprzedanych w Słowenii w 2009 roku. Została przetłumaczona na języki: bośniacki, chorwacki i serbski. W 2010 roku jej polski przekład ukazał się nakładem gdańskiego wydawnictwa Międzymorze.
w 2010 roku ukazała się druga książka Gorana Vojnovicia: zbiór felietonów pod tytułem Ko Jimmy Choo sreča Fidela Castra.
W 2020 roku otrzymał Literacką Nagrodę Europy Środkowej Angelus za powieść Moja Jugosławia.

## Twórczość

### Literacka
- 1998: Lep je ta svet (Piękny jest ten świat!), wydanie własne, tomik poetycki
- 2008: Čefurji raus! (Czefurzy raus!), powieść
- 2010: Ko Jimmy Choo sreča Fidela Castra (Kiedy Jimmy Choo spotyka Fidela Castro), zbiór felietonów
- 2011: Jugoslavija, moja dežela (Moja Jugosławia), powieść

### Filmowa

#### Filmy krótkometrażowe
- 2002: Fužine zakon (Fužiny rules), autor scenariusza i reżyser.
- 2003: Sezona 90/91 (Sezon 90/91), autor scenariusza i reżyser.
- 2005: Sretan put, Nedime (Szerokiej drogi, Nedim), współautor scenariusza.
- 2006: Moj sin, seksualni manijak (Mój syn maniakiem seksualnym),autor scenariusza i reżyser.
- 2009: Kitajci prihajajo (Inwazja Chińczyków), autor scenariusza i reżyser.

#### Filmy pełnometrażowe
- 2010: Piran/Pirano, autor scenariusza i reżyser.
- 2012-2013: Čefurji raus! (Czefurzy raus!), autor scenariusza i reżyser (konsultacja scenariusza Abdulah Sidran).

## Przekłady w Polsce
- Czefurzy raus!. tłum. Tomasz Łukaszewicz. "Czas Kultury" nr 3, 2009, s. 48–66. [fragment powieści]
- Czefurzy raus!. tłum. Tomasz Łukaszewicz. Wyd. Międzymorze, Gdańsk 2010. [powieść]
- Jugosławia, mój kraj. tłum. Tomasz Łoś. [fragment powieści][4].